# Natanael
Pour le footballeur brésilien né en 2002, voir Natanael.
Natanael Batista Pimienta, plus couramment appelé Natanael, est un footballeur brésilien né le 25 décembre 1990 à Cuiabá. Il évolue au poste d'arrière latéral.

## Biographie
Natanael commence sa carrière avec le club de l'Operário Futebol Clube Ltda en 2009. Après un court passage dans le club du SD Serra, il rejoint le club de sa ville natale, le Cuiabá Esporte Clube, en 2011. En décembre 2013, son contrat expire.
Natanael signe ensuite un contrat avec le club de première division du Clube Atlético Paranaense. Il fait ses débuts avec sa nouvelle équipe le 20 avril 2014.
Le 3 juillet 2014, il renouvelle son contrat de 3 ans. Il termine la saison avec 31 matchs au compteur.
En juillet 2015, il signe avec le club bulgare du Ludogorets Razgrad. Il fait ses débuts le 16 août contre le Lokomotiv Plovdiv.

## Statistiques
| Saison                | Club                  | Championnat           | Championnat | Championnat | Coupe nationale | Coupe nationale | Coupe de la Ligue | Coupe de la Ligue | Supercoupe | Supercoupe | Compétition(s) continentale(s) | Compétition(s) continentale(s) | Compétition(s) continentale(s) | Total | Total |
| Saison                | Club                  | Division              | M.          | B.          | M.              | B.              | M.                | B.                | M.         | B.         | Comp.                          | M.                             | B.                             | M.    | B.    |
| 2015-2016             | Ludogorets Razgrad    | Parva Liga            | 27          | 0           | -               | -               | -                 | -                 | 1          | 0          | -                              | -                              | -                              | 28    | 0     |
| 2016-2017             | Ludogorets Razgrad    | Parva Liga            | 26          | 1           | 1               | 0               | -                 | -                 | -          | -          | C1+C3                          | 12+2                           | 1+0                            | 41    | 2     |
| 2017-2018             | Ludogorets Razgrad    | Parva Liga            | 3           | 0           | -               | -               | -                 | -                 | 1          | 0          | C1+C3                          | 4+2                            | 1+0                            | 10    | 1     |
| Sous-total            | Sous-total            | Sous-total            | 56          | 1           | 1               | 0               | -                 | -                 | 2          | 0          | -                              | 20                             | 2                              | 79    | 3     |
| Total sur la carrière | Total sur la carrière | Total sur la carrière | 56          | 1           | 1               | 0               | -                 | -                 | 2          | 0          | -                              | 20                             | 2                              | 79    | 3     |

## Palmarès
- Championnat de Bulgarie : 2016, 2017 et 2018
- Coupe de Bulgarie :Finaliste 2017